# Thomas Catto
Pour les articles homonymes, voir Catto.
Thomas Sivewright Catto (15 mars 1879-23 août 1959) est un homme d'affaires écossais puis gouverneur de la Banque d'Angleterre.

## Jeunesse et éducation
Catto est né à Newcastle upon Tyne, de William et Isabella Catto. Son père, un constructeur naval, déménage à Newcastle pour trouver du travail, mais il est décédé moins d'un an après la naissance de Thomas et la famille est retournée dans leur ville natale de Peterhead, dans l'Aberdeenshire. Ils sont ensuite retournés à Newcastle et Catto obtient une bourse pour Heaton School (plus tard Rutherford College of Technology).

## Carrière
À l'âge de quinze ans, Catto rejoint la Gordon Steam Shipping Company en tant que commis. En 1898, il devient secrétaire de William Horwood Stuart, associé directeur de FA Mattievich & Co, basée à Batoumi et à Bakou, en Russie.
En 1904, il se voit offrir la direction du nouveau bureau londonien de MacAndrews &amp; Forbes, une entreprise américaine ayant des intérêts dans l'Est, dont l'un des associés est David Forbes, un camarade écossais avec qui il s'est lié d'amitié à Bakou. Catto devient membre de la Baltic Exchange. En 1906, il se rend à Smyrne comme adjoint de Forbes et voyage beaucoup au Proche-Orient et au Moyen-Orient. En 1909, il devient vice-président de la société dans leur bureau de New York.
Trop petit pour servir dans les forces armées pendant la Première Guerre mondiale, il s'implique dans le transport de fournitures vers la Russie, puis est représentant de l'Amirauté britannique à la Commission russe aux États-Unis de 1915 à 1917. De 1917 à 1918, il sert dans la British Food Mission aux États-Unis et en 1918, il est nommé président de la Allied Provisions Commission et chef du ministère britannique de l'Alimentation en Amérique du Nord.
Il ne retourne pas chez McAndrews & Forbes après la guerre; au lieu de cela, en 1919, il devient président de la vaste Andrew Yule and Company Ltd. de Calcutta, succédant à Sir David Yule. Il s'agit désormais d'une société privée détenue à 93,26% par le gouvernement indien. Catto et Yule forment également Yule Catto & Company Ltd, désormais connue sous le nom de Synthomer et cotée à la Bourse de Londres.
En 1928, il retourne à Londres en tant qu'associé de la banque d'investissement Morgan, Grenfell &amp; Co., restant président d'Andrew Yule & Co et Yule Catto & Co jusqu'en 1940.
En avril 1940, il est nommé directeur général de l'équipement et des magasins au ministère de l'approvisionnement et directeur de la Banque d'Angleterre. En juillet 1941, il devient conseiller financier auprès du Trésor. En avril 1944, il est élu gouverneur de la Banque d'Angleterre et sert jusqu'en février 1949 et supervise la nationalisation de la banque.
Il souffre de la maladie de Parkinson et meurt à Holmbury St Mary, Surrey en 1959. Son fils Stephen lui succède comme baron.
Pour ses services dans la Première Guerre mondiale, Catto est nommé Commandeur de l'Ordre de l'Empire britannique (CBE) en 1918 et est créé baronnet dans les honneurs d'anniversaire de 1921. Il est créé baron Catto, de Cairncatto, en 1936 et nommé au Conseil privé en 1947.